# Ozero Lovzji
Ozero Lovzji (ryska: Озеро Ловжи) är en sjö i Belarus.   Den ligger i voblasten Vitsebsks voblast, i den norra delen av landet, 220 km nordost om huvudstaden Minsk. Ozero Lovzji ligger 134 meter över havet. Arean är 0,28 kvadratkilometer. Den sträcker sig 1,1 kilometer i nord-sydlig riktning, och 0,6 kilometer i öst-västlig riktning.
I omgivningarna runt Ozero Lovzji växer i huvudsak blandskog. Runt Ozero Lovzji är det ganska tätbefolkat, med 72 invånare per kvadratkilometer.